# Черепков Володимир Федорович
Володимир Федорович Черепков (* 8 квітня 1947, Бахмут, Донецька область) — український політик і поет. Народний депутат України 2-го (1994—1998) та 3-го скликань (2001—2002). Автор ряду поетичних збірок.

## Життєпис
Народився 8 квітня 1947 року у місті Артемівськ Донецької області в сім'ї робітників. Українець.

### Освіта
1965—1969 рр. — навчання у Воронезького державного педагогічному інституті, філологічний факультет, вчитель російської мови та літератури.
Поет. Член Національної спілки письменників України. Пише українською та російською. Лауреат міжнародних літературно-художніх премій імені Григорія Сковороди та імені Костянтина Симонова, літературної премії імені Леоніда Вишеславського. Почесний громадянин міста Артемівськ.
Автор поетичних збірок: «Ладонь души» (1991), «Ясенец», «Добро и зло» (1999), «Верность» (1999), «Криница сердца»(1999), «Я смеюсь сквозь слезы» (2000), «Высота», «Соль жизни», «Право выбора», «Моя дорога», «Ми ще живі», «Жайворон», «На юру», «Все залишається у Слові», «Зрада».

### Кар'єра
Працював вчителем російської мови та літератури, заступник директора школи.
З 1981 року — директор середньої коли N 5 міста Артемівська
1990—1991 — секретар Артемівський МК КПУ. Член СПУ — 1991 року, був членом політвиконкому СПУ, член Політради СПУ. Медаль А.Макаренка -1991 року. Державний службовець 2-го ранґу — лютий 1999року.
До грудня 2001 року — заступник завідувача редакційного відділу, Апарат ВР України.
Народний депутат України 2 скликання з березня 1994 року (1-й тур) по квітень 1998 року Артемівський виборчий округ N 117, Донецької області, висунутий виборцями. Заступник голови Комітету з питань молоді, спорту і туризму. Член фракції СПУ і СелПУ. На час виборів — загальноосвітня профільна школа N 5 міста Артемівська, директор. Член СПУ.
Народний депутат України 3 скликання з грудня 2001 року від виборчого блоку СПУ-СелПУ, N 34 в списку. На час виборів — заступник завідувача редакційного відділу Апарату ВР України. Член СПУ.
Член Комітету з питань молодіжної політики, фізичної культури і спорту грудень 2001 року. Член фракції СПУ грудень 2001 року.

## Особисте життя
Захоплення — книги.

### Родина
- мати — Ганна Стефанівна, 1924рік — пенсіонерка
- дружина — Ольга Тимофіївна, 1952 рік — математик, викладач математики, заступник директора з навчальної роботи ПТУ N 53, м. Артемівськ.